# Quy pháp vựng tập
Quy pháp vựng tập (tiếng Pháp: Recueil des Lois et Règlements) là cuốn sách đăng toàn bộ văn bản lập pháp và lập quy của chính phủ Việt Nam Cộng hòa từng được đăng trên công báo theo thứ tự thời gian ban hành. Ấn phẩm này được xuất bản và có sẵn bản sao tại một số thư viện ở Mỹ.

## Công dụng
Công dụng của công báo chủ yếu là để công bố pháp luật. Ngày đăng công báo có giá trị xác định thời điểm hiệu lực pháp luật của văn bản mới ban hành. Nhưng trong thực tế, có văn bản ban hành gửi đến cơ quan công báo chậm trễ nên việc đăng công báo được thực hiện tản mát, không bảo đảm thứ tự biên niên, do đó việc tra cứu, sưu tầm, tham khảo văn bản quy phạm pháp luật về sau có thể gặp khó khăn. Cho nên, đồng thời với việc đăng công báo, chính phủ Việt Nam Cộng hòa đã cho xuất bản quyển hệ thống hóa toàn bộ văn bản pháp quy đã đăng công báo, sắp xếp lại theo thứ tự thời gian, với tên gọi là Quy pháp vựng tập.

## Nội dung
Quy pháp vựng tập quyển đầu tiên gồm các văn bản được ban hành từ ngày 26 tháng 10 năm 1955 đến ngày 31 tháng 1 năm 1959, đăng trong những số đầu tiên của Công báo Việt Nam Cộng hòa. Sau đó, mỗi năm Quy pháp vựng tập xuất bản một hay nhiều tập, được đánh số thứ tự từng quyển, theo từng năm, chia ra nhiều tập. Quyển cuối cùng đã được xuất bản đăng những văn bản ban hành năm 1973 ghi là Quyển XVI, gồm 2 tập, tập hợp, hệ thống hóa văn bản ban hành từ ngày 1 tháng 1 năm 1973 đến ngày 31 tháng 12 năm 1973.

## Liên quan
Ngoài Công báo Việt Nam Cộng hòa và Quy pháp vựng tập ra thì dưới thời Việt Nam Cộng hòa còn có thêm bộ Pháp quy chính yếu mục lục.  Ấn phẩm này vốn dĩ do một công chức lâu năm làm việc tại Thư viện Bộ Tư pháp tên là Trần Ngọc Chi đã biên soạn và xuất bản dưới sự bảo trợ của Trung tâm Nghiên cứu Luật pháp thuộc Bộ Tư pháp. Pháp quy chính yếu mục lục gồm 2 quyển: Quyển I xuất bản năm 1972 (đăng mục lục các văn bản được ban hành từ năm 1948 đến năm 1972) và Quyển II xuất bản năm 1974 (đăng mục lục các văn bản được ban hành từ năm 1972 đến năm 1973). Sách này như tên gọi chỉ đăng mục lục văn bản, xếp theo đề mục và thời gian, có ghi rõ năm dăng công báo và số trang công báo, góp phần giúp cho người tra cứu dễ dàng tìm kiếm các văn bản luật lệ cần thiết đăng tản mát trong công báo.